# Luisenhall
Luisenhall este o arie protejată (arie specială de conservare — SAC, sit de importanță comunitară — SCI) din Germania întinsă pe o suprafață de 97 ha, integral pe uscat.

## Localizare
Centrul sitului Luisenhall este situat la coordonatele 51°03′44″N 11°01′25″E / 51.0622°N 11.0236°E.

## Înființare
Situl Luisenhall a fost declarat sit de importanță comunitară în septembrie 2000 pentru a proteja 18 specii de animale. Situl a fost protejat și ca arie specială de conservare în iulie 2008.

## Biodiversitate
Situată în ecoregiunea continentală, aria protejată conține 5 habitate naturale: Pășuni continentale udate de apa mării, Cursuri de apă de la nivel de câmpie la nivel montan, cu vegetație Ranunculion fluitantis și Callitricho-Batrachion, Pajiști cu Molinia pe soluri calcaroase, turboase sau argilos-nămoloase (Molinion caeruleae), Fânețe de joasă altitudine (Alopecurus pratensis, Sanguisorba officinalis), Păduri aluvionare cu Alnus glutinosa și Fraxinus excelsior (Alno-Padion, Alnion incanae, Salicion albae).
La baza desemnării sitului se află mai multe specii protejate:
- păsări (16): pescăruș albastru (Alcedo atthis), fâsă de luncă (Anthus pratensis), Charadrius dubius curonicus, erete de stuf (Circus aeruginosus), Corvus monedula, lăstun de casă (Delichon urbicum), ciocănitoarea de stejar (Dendrocopos medius), presură sură (Emberiza calandra), Gallinula chloropus chloropus, rândunică (Hirundo rustica), sfrâncioc roșiatic (Lanius collurio), gaia neagră (Milvus migrans), gaia roșie (Milvus milvus), pițigoi-pungar (Remiz pendulinus), mărăcinar (Saxicola rubetra), nagâț (Vanellus vanellus)
- nevertebrate (2): Coenagrion mercuriale, Vertigo angustior

Pe lângă speciile protejate, pe teritoriul sitului au mai fost identificate 12 specii de plante, 4 specii de mamifere, 76 de specii de nevertebrate, 1 specie de reptile.